# Dierikon
Dierikon (toponimo tedesco) è un comune svizzero di 1 609 abitanti del Canton Lucerna, nel distretto di Lucerna Campagna.

## Geografia fisica
Dierikon si trova nella valle Rontal.

## Storia
Tra il 1798 e il 1800 il comune di Dierikon fu accorpato a quello di Root.

### Simboli
La cosiddetta "Rosa di Dierikon" è documentata per la prima volta su un sigillo comunale del 1722.

## Monumenti e luoghi d'interesse
- Cappella cattolica, eretta nel 1675 e ricostruita nel 1862[3][6];
- Castello di Götzental (Schlössli Götzental), costruito nel 1584 da Jost Pfyffer[3].

## Società

### Evoluzione demografica
L'evoluzione demografica è riportata nella seguente tabella:
Abitanti censiti

## Geografia antropica
Il comune fa parte dell'area metropolitana di Lucerna.

## Economia
L'economia locale si basa prevalentemente sui settori secondario terziario e sul pendolarismo in uscita verso Lucerna.